# Kingston/Norman Rogers Airport
Kingston/Norman Rogers Airport (engelska: Norman Rogers Airport) är en flygplats i Kanada.   Den ligger i provinsen Ontario, i den sydöstra delen av landet, 150 km sydväst om huvudstaden Ottawa. Kingston/Norman Rogers Airport ligger 92 meter över havet.
Terrängen runt Kingston/Norman Rogers Airport är platt. Närmaste större samhälle är Kingston, 9,2 km öster om Kingston/Norman Rogers Airport. 